# 蓬戈河副牙脂鯉
蓬戈河副牙脂鯉（学名：Parodon pongoensis），為輻鰭魚綱脂鯉目脂鯉亞目下口半脂鯉科的其中一個種，其种加词“pongoensis”意为“蓬戈河的”。分布於南美洲亞馬遜河西部支流流域，體長可達10.4公分，棲息在河川中底層水域，生活習性不明。